# 1990年のNBAドラフト
1990年のNBAドラフトは、1990年度のNBAドラフト。1990年6月27日、アメリカ合衆国ニューヨーク市マンハッタン区で開催された。

## ドラフト指名
| PG | ポイントガード | SG | シューティングガード | SF | スモールフォワード | PF | パワーフォワード | C | センター |

| * | バスケットボール殿堂入り      |
| ^ | 現役プレーヤー                |
| S | NBAオールスター               |
| A | オールNBAチーム               |
| R | NBAオールルーキーチーム       |
| D | NBAオールディフェンシブチーム |
| C | NBAチャンピオン               |
| F | ファイナルMVP                 |
| # | NBAでのプレー経験なし         |
| M | シーズンMVP                   |

### 1巡目
| 指名順 | 選手名                                                                | 経歴        | 国籍                         | 指名チーム                                                                                               | 出身校など                |
| ------ | --------------------------------------------------------------------- | ----------- | ---------------------------- | --- | ------------------------- |
| 1      | デリック・コールマン (PF/C)                                           | S A R       | アメリカ合衆国               | ニュージャージー・ネッツ                                                                                 | シラキュース大学          |
| 2      | ゲイリー・ペイトン (PG)                                               | * S A R D C | アメリカ合衆国               | シアトル・スーパーソニックス                                                                             | オレゴン州立大学          |
| 3      | クリス・ジャクソン (改宗後名 ::マクムード・アブドゥル＝ラウーフ) (SG) | * S A R D C | アメリカ合衆国               | デンバー・ナゲッツ (マイアミから)                                                                        | ルイジアナ州立大学        |
| 4      | デニス・スコット (SG/SF)                                              |             | アメリカ合衆国               | オーランド・マジック                                                                                     | ジョージア工科大学        |
| 5      | ケンドール・ギル (SG)                                                 | R           | アメリカ合衆国               | シャーロット・ホーネッツ                                                                                 | UIUC                      |
| 6      | フェルトン・スペンサー (C)                                            |             | アメリカ合衆国               | ミネソタ・ティンバーウルブズ                                                                             | ルイビル大学              |
| 7      | ライオネル・シモンズ (SF)                                             |             | アメリカ合衆国               | サクラメント・キングス                                                                                   | ラサール大学              |
| 8      | ボー・キンブル (SG)                                                   |             | アメリカ合衆国               | ロサンゼルス・クリッパーズ                                                                               | ロヨラメリーモント大学    |
| 9      | ウィリー・バートン (SG)                                               |             | アメリカ合衆国               | マイアミ・ヒート (fワシントンから)                                                                       | ミネソタ大学              |
| 10     | ルメール・ロビンソン (PG)                                             |             | アメリカ合衆国               | アトランタ・ホークス (fゴールデンステイトから)                                                           | ミシガン大学              |
| 11     | タイロン・ヒル (PF)                                                   | S           | アメリカ合衆国               | ゴールデンステート・ウォリアーズ (アトランタから)                                                        | ザビエル大学              |
| 12     | アレック・ケスラー (PF)                                               |             | アメリカ合衆国               | ヒューストン・ロケッツ (カール・ヘレラとデイヴ・ジェマーソンとの交換でマイアミにトレード)                | ジョージア大学            |
| 13     | ロイ・ボウト (PF)                                                     |             | アメリカ合衆国               | ロサンゼルス・クリッパーズ (クリーブランドから)                                                          | ミシガン大学              |
| 14     | トラヴィス・メイズ (PG)                                               |             | アメリカ合衆国               | サクラメント・キングス (インディアナから)                                                                | テキサス大学              |
| 15     | デイヴ・ジェマーソン (SG)                                             |             | アメリカ合衆国               | マイアミ・ヒート (デンバーから) (アレック・ケスラーとの交換でカール・ヘレラと共にヒューストンにトレード) | オハイオ大学              |
| 16     | テリー・ミルズ (SF)                                                   |             | アメリカ合衆国               | ミルウォーキー・バックス                                                                                 | ミシガン大学              |
| 17     | ジェロッド・ムスタフ(PW/C)                                            |             | アメリカ合衆国               | ニューヨーク・ニックス                                                                                   | メリーランド大学          |
| 18     | デュアン・コーズウェル (C)                                            |             | アメリカ合衆国               | サクラメント・キングス (ダラスから)                                                                      | テンプル大学              |
| 19     | ディー・ブラウン (SG)                                                 | R           | アメリカ合衆国               | ボストン・セルティックス                                                                                 | ジャクソンビル大学        |
| 20     | ジェラルド・グラス (SF/SG)                                            |             | アメリカ合衆国               | ミネソタ・ティンバーウルブズ (フィラデルフィアから)                                                      | ミシシッピ大学            |
| 21     | ジェイソン・ウィリアムス (PF/C)                                       |             | アメリカ合衆国               | フェニックス・サンズ                                                                                     | セント・ジョンズ大学      |
| 22     | テイト・ジョージ (SG)                                                 |             | アメリカ合衆国               | ニュージャージー・ネッツ (シカゴから])                                                                   | コネチカット大学          |
| 23     | アンソニー・ボナー(PF/SF)                                             |             | アメリカ合衆国               | サクラメント・キングス (ユタから)                                                                        | セントルイス大学          |
| 24     | ドウェン・スチンジウス (C)                                            | C           | アメリカ合衆国               | サンアントニオ・スパーズ                                                                                 | フロリダ大学              |
| 25     | アラー・アブデルナビー (PF)                                           |             | エジプト · アメリカ合衆国    | ポートランド・トレイルブレイザーズ                                                                       | デューク大学              |
| 26     | ランス・ブランク(PG/SG)                                               |             | アメリカ合衆国               | デトロイト・ピストンズ                                                                                   | テキサス大学              |
| 27     | エルデン・キャンベル (PF/C)                                           |             | アメリカ合衆国               | ロサンゼルス・レイカーズ                                                                                 | クレムゾン大学            |
| 28     | レス・イェプセン (C)                                                  |             | アメリカ合衆国               | ゴールデンステート・ウォリアーズ                                                                         | アイオワ大学              |
| 29     | トニー・クーコッチ (SF)                                               | * C         | ユーゴスラビア ( クロアチア) | シカゴ・ブルズ                                                                                           | KKスプリト (現クロアチア) |

### 2巡目
| 指名順 | 選手名                               | 経歴 | 国籍           | 指名チーム                                    | 出身校など                              |
| ------ | ------------------------------------ | ---- | -------------- | --------------------------------------------- | --------------------------------------- |
| 30     | カール・ヘレラ (PF)                  |      | ベネズエラ     | マイアミ・ヒート (ヒューストンにトレード)     | ヒューストン大学                        |
| 31     | ニゲール・ナイト (G)                 |      | アメリカ合衆国 | フェニックス・サンズ                          | デイトン大学                            |
| 32     | ブライアン・オリバー (G)             |      | アメリカ合衆国 | フィラデルフィア・セブンティシクサーズ        | ジョージア工科大学                      |
| 33     | ウォルター・パルマー (C/F)           |      | アメリカ合衆国 | ユタ・ジャズ                                  | ダートマウス大学                        |
| 34     | ケビン・プリチャード (G)             |      | アメリカ合衆国 | ゴールデンステート・ウォリアーズ              | カンザス大学                            |
| 35     | グレッグ・フォスター (F/C)           |      | アメリカ合衆国 | ワシントン・ブレッツ                          | テキサス大学エル・パソ校                |
| 36     | トレバー・ウィルソン (F)             |      | アメリカ合衆国 | アトランタ・ホークス                          | UCLA                                    |
| 37     | A・J・イングリッシュ (G)             |      | アメリカ合衆国 | ワシントン・ブレッツ                          | バージニアユニオン大学                  |
| 38     | ジャド・ブシュラー (F/G)             |      | アメリカ合衆国 | シアトル・スーパーソニックス                  | アリゾナ大学                            |
| 39     | スティーブ・シェフラー (C/F)         |      | アメリカ合衆国 | シャーロット・ホーネッツ                      | パデュー大学                            |
| 40     | ビンボ・コールズ (G)                 |      | アメリカ合衆国 | サクラメント・キングス                        | バージニア工科大学                      |
| 41     | スティーブ・バルド (G)               |      | アメリカ合衆国 | アトランタ・ホークス                          | イリノイ大学アーバナ・シャンペーン校    |
| 42     | マーカス・リバティー (F)             |      | アメリカ合衆国 | デンバー・ナゲッツ                            | イリノイ大学アーバナ・シャンペーン校    |
| 43     | トニー・マッセンバーグ (F)           |      | アメリカ合衆国 | サンアントニオ・スパーズ                      | メリーランド大学                        |
| 44     | スティーブ・ヘンソン (G)             |      | アメリカ合衆国 | ミルウォーキー・バックス                      | カンザス州立大学                        |
| 45     | アントニオ・デイヴィス (F/C)         |      | アメリカ合衆国 | インディアナ・ペイサーズ                      | テキサス大学エル・パソ校                |
| 46     | ケニー・ウィリアムズ (F)             |      | アメリカ合衆国 | インディアナ・ペイサーズ                      | エリザベスシティ州立大学                |
| 47     | デレク・ストロング (F)               |      | アメリカ合衆国 | フィラデルフィア・セブンティシクサーズ        | ザビエル大学                            |
| 48     | セドリック・セバロス (F)             |      | アメリカ合衆国 | フェニックス・サンズ                          | カリフォルニア州立大学フラートン校      |
| 49     | フィル・ヘンダーソン (SG)            |      | アメリカ合衆国 | ダラス・マーベリックス                        | デューク大学                            |
| 50     | ミロス・バビッチ (C)                 |      | ユーゴスラビア | フェニックス・サンズ                          | テネシー工科大学                        |
| 51     | トニー・スミス (C)                   |      | アメリカ合衆国 | ロサンゼルス・レイカーズ (サンアントニオから) | マーケット大学                          |
| 52     | ステファノ・ルスコーニ (PF/C)        |      | イタリア       | クリーブランド・キャバリアーズ                | パッラカネストロ・ヴァレーゼ (イタリア) |
| 53     | アブドゥル・シャムシド・ディーン (C) |      | アメリカ合衆国 | シアトル・スーパーソニックス                  | プロビデンス大学                        |
| 54     | ショーン・ヒギンス (G/F)             |      | アメリカ合衆国 | サンアントニオ・スパーズ                      | ミシガン大学                            |